# Вест Литл Ривер (Флорида)
Вест Литл Ривер (енгл. West Little River) насељено је место без административног статуса у америчкој савезној држави Флорида.

## Демографија
По попису из 2010. године број становника је 34.699, што је 2.201 (6,8%) становника више него 2000. године.
| Група             | 2000.          | 2010.          |
| Белци             | 1.089 (3,4%)   | 909 (2,6%)     |
| Афроамериканци    | 18.594 (57,2%) | 17.098 (49,3%) |
| Азијати           | 59 (0,2%)      | 55 (0,2%)      |
| Хиспаноамериканци | 13.016 (40,1%) | 17.550 (50,6%) |
| Укупно            | 32.498         | 34.699         |